# 香川県道193号川津丸亀線
香川県道193号川津丸亀線（かがわけんどう193ごう かわつまるがめせん）は、香川県坂出市から丸亀市にいたる一般県道である。

## 概要
香川県道にしては珍しく、県内を走る一般国道と同じ番号が割り当てられている。
2014年（平成26年）にさぬき浜街道の宇多津町道・丸亀市道区間を編入したため、ルートが大幅に変更されている。

### 路線データ
- 起点：坂出市川津町（国道438号交点）
- 終点：丸亀市中津町（香川県道21号丸亀詫間豊浜線交点）
- 総延長：3.4 km

## 路線状況

### 通称
- さぬき浜街道

### 重複区間
- 香川県道191号富熊宇多津線（綾歌郡宇多津町本村東・宇多津町本村交差点 - 綾歌郡宇多津町新開・宇多津町新開交差点）
- 香川県道186号大屋冨築港宇多津線（綾歌郡宇多津町新開・宇多津町新開交差点 - 綾歌郡宇多津町平山・宇多津町新宇多津橋東詰交差点）

### 道路施設

#### 橋梁
起点から
- 宇多津橋（大束川）
- 土器川大橋
- 京極大橋
- 汐入橋

## 地理

### 通過する自治体
- 坂出市
- 綾歌郡宇多津町
- 丸亀市

### 交差する道路
| 交差する道路                                                                        | 市町村名 | 市町村名 | 交差する場所 | 交差する場所                 |
| ----------------------------------------------------------------------------------- | -------- | -------- | ------------ | ---------------------------- |
| 国道438号                                                                           | 坂出市   | 坂出市   | 川津町       | 起点                         |
| 香川県道191号富熊宇多津線 重複区間起点                                              | 綾歌郡   | 宇多津町 | 本村東       | 宇多津町本村交差点           |
| 国道11号 国道319号 重複                                                             | 綾歌郡   | 宇多津町 | 津ノ郷       | 津ノ郷交差点                 |
| 香川県道186号大屋冨築港宇多津線 重複区間起点 香川県道191号富熊宇多津線 重複区間終点 | 綾歌郡   | 宇多津町 | 新開         | 宇多津町新開交差点           |
| 香川県道186号大屋冨築港宇多津線 重複区間終点                                        | 綾歌郡   | 宇多津町 | 平山         | 宇多津町新宇多津橋東詰交差点 |
| 香川県道194号飯野宇多津線                                                           | 綾歌郡   | 宇多津町 | 浜四番丁     |                              |
| 香川県道203号丸亀港線                                                               | 丸亀市   | 丸亀市   | 港町         | 丸亀市港町交差点             |
| 香川県道21号丸亀詫間豊浜線                                                          | 丸亀市   | 丸亀市   | 中津町       | 終点                         |

### 交差する鉄道
- 予讃線

### 沿線
- 宇多津町立宇多津小学校
- 香川短期大学
- イオンタウン宇多津
- 丸亀警察署 土器交番